# HD 108954
HD 108954，又名BD+53 1554，SAO 28413、HR 4767，是一颗恒星，视星等为6.21，位于銀經129.94，銀緯63.77，其B1900.0坐标为赤經12h 26m 4.8s，赤緯+53° 63.77′ 26″。